# Zastava 10
Zastava 10 — сербская версия итальянского субкомпактного автомобиля Fiat Punto второго поколения, выпускавшаяся по лицензии на заводе Zastava в сербском городе Крагуевац с 2006 по 2008 год. Последняя выпускавшаяся под собственным брендом модель автозавода до поглощения компании Zastava итальянской компанией Fiat.

## История

### Презентация и начало продаж (2005—2006)

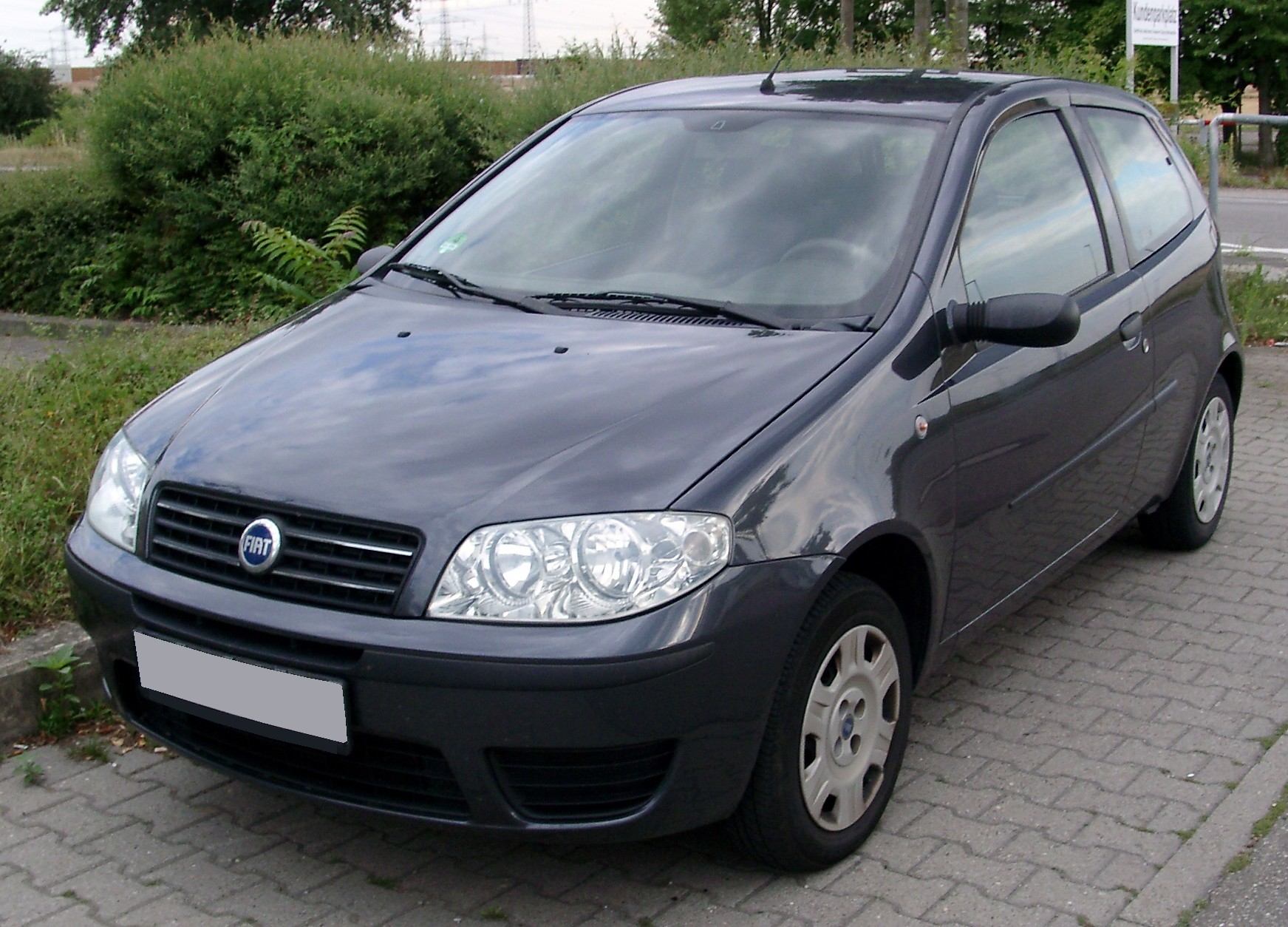
Fiat Punto второго поколения после рестайлинга (2003)

Автозавод Zastava к середине 2000-х годов успел пережить экономический кризис 1990-х годов, распад Югославии и бомбардировки 1999 года. На предприятии выпускались три устаревшие морально и технически модели автомобилей — Koral (он же Yugo), Skala и Florida. В постановке всех этих моделей на конвейер оказала помощь итальянская компания Fiat, на основе моделей (Fiat 127 и 128) которой были созданы все эти автомобили. После заключения договора с правительством Сербии в 2003 году представители итальянской марки вернулись на завод Zastava с целью увеличить объёмы выпуска предприятия и сохранить рабочие места. Для достижения такой цели потребовался выпуск новых моделей автомобилей. Zastava 10 представляет собой лицензионную копию итальянского пятидверного хэтчбека Fiat Punto второго поколения, выпускавшегося с 1999 года. Эта модель первоначально продавалась и в Сербии под итальянским брендом по цене от 10 600 до 11 300 евро. 27 июля 2005 года итальянский производитель Fiat достиг с Zastava соглашения о налаживании серийного производства Punto на заводе Zastava в Крагуеваце. Fiat списал компании 72,5% её долга в 43 миллиона евро, а остальные 11,5 миллиона должны были быть выплачены в течение года. Планировалось выпустить от 5000 до 8000 автомобилей за первый год производства, за второй — ещё около 16 000. 20 сентября 2005 года соглашение было подписано. Региональный вариант итальянского автомобиля получил название Zastava 10, так как был десятой по счёту выпускавшейся моделью компании Zastava.
Презентация модели состоялась в октябре 2005 года на выставке «Italy in Belgrade 2005», проходившей в Белграде. Также автомобиль привезли в город Нови-Сад на местную автомобильную выставку в ноябре 2005 года, где было объявлено о начале приёма предзаказов на автомобиль. Согласно данным с архива официального сайта компании, к февралю 2006 года на новую модель было оформлено около 450 предзаказов. По планам, в 2006 году планировалось начать местное конвейерное производство автомобиля, но по финансовым причинам их удалось осуществить лишь год спустя. Продажи Zastava 10 начались в середине марта 2006 года по цене от 7990 евро, а к 31 октября было продано уже около 2383 автомобиля, модель стала занимать 10% сербского автомобильного рынка. С июня стали доступны официальные запчасти как для Zastava 10, так и для оригинальной итальянской модели Fiat. Первые экземпляры Zastava 10 являлись собранными ещё в Италии автомобилями Fiat, проходившими там же вторичные изменения усилиями сербских конструкторов. После старта продаж в Сербии компания начала поиск новых рынков для модели. Ещё в начале 2006 года представители Zastava заявили о намерении продавать Zastava 10 во всех странах бывшей Югославии, кроме Словении. 15 сентября 2006 года начались переговоры с хорватскими автодилерами касательно начала экспорта автомобиля в Хорватию. Поставка автомобилей туда началась в середине ноября 2006 года через дилера «HD-Auto», а к 29 ноября 2006 года было продано уже 40 автомобилей из 200 планировавшихся к продаже в стране до конца года. На 2007 год компания также строила большие планы касательно Хорватии, где планировала продать около 2000—3000 экземпляров новой модели. Вместе с Хорватией начались продажи и в Боснии и Герцеговине, где в середине ноября 2006 года были куплены два автомобиля для нужд министерства экономики энтитета Республики Сербской. С конца ноября 2006 года планировалось экспортировать модель и в Болгарию. К концу 2006 года было продано 3060 автомобилей модели Zastava 10, что является примерно пятой частью от всех проданных в 2006 году автомобилей данного бренда — 14 060.

### Налаживание местной сборки (2007—2008)

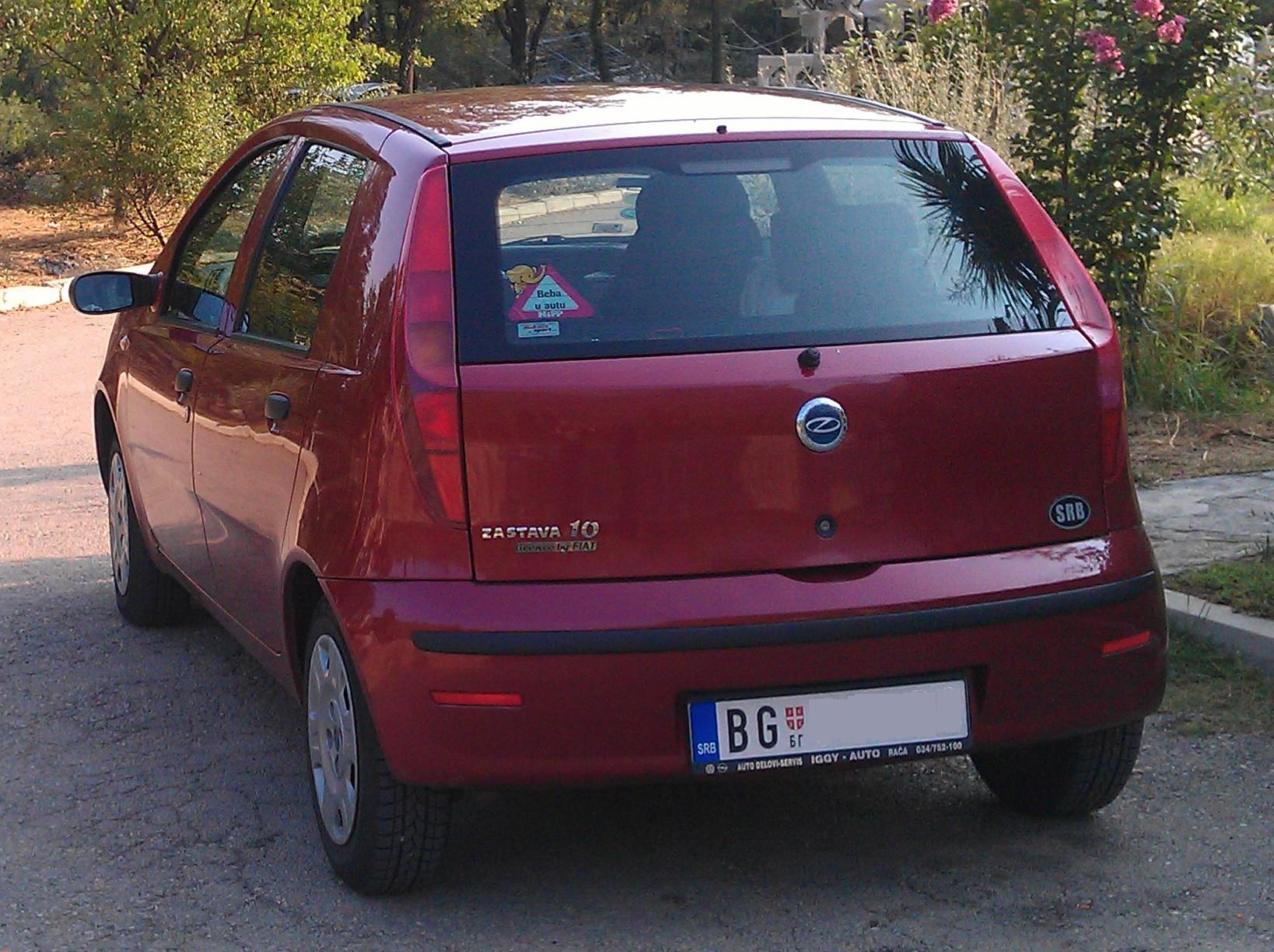
Вид сзади

Тем временем, дела у автозавода шли плохо. Компания выживала только за счёт продажи своих активов. Именно таким образом в июне 2006 года был выплачен долг Fiat в 11,5 миллионов евро. В апреле 2006 года сербское правительство должно было выдать Zastava 15 миллионов евро для закупки оборудования, необходимого для налаживания локального конвейерного производства Zastava 10, однако к осени 2006 года стало ясно, что про это обещание забыли. Вместе с тем, страна готовилась к парламентским выборам января 2007 года. В процессе предвыборной гонки политики страны вспомнили и о заводе в Крагуеваце. Тогдашний министр экономики Сербии Предраг Бубало, до этого активно выступавший в поддержку сербской отечественной автомобильной промышленности, в ноябре 2006 года заявил, что правительство не будет выдавать Zastava новые кредиты для освоения планировавшейся производственной программы в 7000 автомобилей Zastava 10 в 2007 году и что компания должна сама, продавая активы, получить на неё средства. Однако мэр Крагуеваца — Веролюб Стеванович — в ответ заявил, что продавать новые активы компания пока что не может. В газете «Blic» в ноябре 2006 года была опубликована статья с заголовком «Кто солгал жителям Крагуеваца? Кто сказал им, что в следующем году здесь будет произведено 7000 автомобилей модели Zastava 10?». Однако, к концу 2006 года правительство Сербии изменило свою позицию касательно автозавода: 5 декабря 2006 года Предраг Бубало заявил, что правительство поддержит крагуевацкую компанию в достижении её цели. Zastava тем временем от продажи неиспользуемых мощностей смогла получить дополнительные 4 миллиона евро. 20 декабря 2006 года правительство предоставило гарантии на выделение дополнительных 7—8 миллионов евро, необходимых для строительства сборочной линии Zastava 10. Представители компании начали переговоры с фирмой Komau, отвечавшей за закупку и транспортировку необходимого оборудования.
Первые партии нового сборочного оборудования прибыли в Крагуевац 10 января 2007 года, а их установка состоялась на следующий день. Тем временем, за первые два месяца 2007 года было продано ещё 357 автомобилей Zastava 10. В марте 2007 года было объявлено о завершении строительства новой сборочной линии. По изначальным планам, планировалось выпускать 400 автомобилей в месяц к августу 2007 года, а один автомобиль должен был сходить с конвейера каждые пять минут. Инвестиции в новую сборочную линию составили 14,7 миллионов евро. Первый автомобиль Zastava 10 местной сборки сошёл с конвейера 4 июня 2007 года. Автомобили, собранные в Сербии, использовали исключительно итальянские комплектующие, а с осени планировалось начать выпуск автомобилей с использованием комплектующих производства местных компаний и компаний из стран бывшей Югославии. Однако, к декабрю 2007 года эти планы всё ещё находились на стадии подготовки контрактов. К моменту начала местной конвейерной сборки Zastava 10 экспортировалась в следующие соседние страны Балканского полуострова: Хорватия, Босния и Герцеговина, Черногория (до 2008 года находилась в составе союза с Сербией), Болгария и Румыния. В конце июня было получено разрешение от Fiat о поставках Zastava 10 в Россию (Punto уже продавался на российском рынке под оригинальным именем). Также компания планировала выход и на украинский рынок, однако ни в одну из двух стран модель так и не попала. 27 августа 2007 года было подписано соглашение с дилером «J&C Company», что позволило вывести автомобиль на рынок Косово, Албании и западной части нынешней Северной Македонии. С октября 2007 года в продажу по цене от 6990 евро поступила модель в кузове фургон — Zastava 10 Van.

## Дизайн
Автомобиль был представлен на Белградском автосалоне 2006 года. Автомобиль был почти идентичен обновленному Punto, с той лишь разницей, что на нем были значки Zastava вместо Fiat. Единственными улучшениями Zastava 10 по сравнению с Fiat Punto было то, что двигатель достиг стандартов Евро 4, и появилась более модернизированная цветовая палитра, аналогичная Fiat Grande Punto.

## Оборудование
Zastava 10 оснащался только 1,2-литровым 8-клапанным бензиновым двигателем мощностью 60 лошадиных сил и 5-ступенчатой механической коробкой передач, которые можно найти на Punto. Двигатель был способен разогнать автомобиль до максимальной скорости 155 км/ч. На выбор автомобиля было 5 комплектаций: Standard, Standard+, Comfort, Dynamic и Impressionante. В стандартное оборудование автомобиля входили гидроусилитель руля, подушки безопасности водителя и 14-дюймовые стальные колеса с колпаками. В топовую комплектацию Impressionante входили кондиционер, антиблокировочная система тормозов, подушки безопасности пассажира и электрические стеклоподъемники. Цены на Zastava 10 начинались примерно с 7920 евро,а максимальная комплектация Impressionante стоила 9 325 евро.

## Продажи
Zastava продала только 10 автомобилей на внутреннем рынке Сербии. К моменту банкротства Zastava в 2008 году было построено и продано всего 4224 экземпляра. После того, как Fiat взял на себя производство, производство Zastava 10 было прекращено, и на заводе началось производство Fiat Punto Classic.